# Antonio de Villegas
Antonio de Villegas (asi 1522, Medina del Campo, Valladolid – asi 1551) byl španělský renesanční básník a prozaik.

## Biografie
Bližší životní data Antonia del Villegas nejsou známa. Ví se o něm jen, že žil ve svém rodišti a že společně s Cristóbalem de Castillejo patřil k obhájcům tradičních forem španělské poezie proti pronikajícímu italskému vlivu.
Je autorem knihy Inventario (Inventář), která byla vydána v Medině del Campo roku 1565. Jde o směs děl básnických a prozaických děl, mezi který vyniká báseň Asucencia y soledad de amor (Nepřítomnost a osamělost lásky), což je přebásnění antického mýtu o Pýramovi a Thisbé, a především krátký historický román z maurského prostředí Historia del Abencerraje y la hermosa Jarifa (Příběh o Abindarraezovi a krásné Charifě), kde se milostné výjevy prolínají s válečnými. Španělský literární vědec Marcelino Menéndez Pelayo však dokazoval, že Villegas není autorem tohoto díla.

## Česká vydání
- Příběh o Abindarraezovi a krásné Charifě, Jan V. Pojer, Brno 1939, přeložil Zdeněk Šmíd